# 內蒙華電
内蒙古蒙电华能热电股份有限公司（英語：Inner Mongolia MengDian HuaNeng Thermal Power Corporation Limited），簡稱内蒙华电，是中華人民公和國一家電力公司，主要業務為發電，及相關業務，例如煤炭加工、供热、热水供应。同時公司亦投資风力发电以及其他新能源发电業務等等。
公司直接客户為電網營業商内蒙古电力集团、国家电网、华北电网、国家电网内蒙古东部电力公司，以及北方联合电力、京能电力等等。最終間接客户為位於内蒙古及華北其他地區的電力终端用戶。

## 歷史
公司是1993年由内蒙古自治区电力总公司，以及华能发电公司和华能内蒙古发电公司設立。公司前身為「包头第二热电厂」，現時直接控股公司為北方聯合電力，最終控股公司中國華能集團。
該公司股份在1994年5月20日於上海證券交易所上市。業務為火力和風力发电、煤炭铁路及配套基础设施项目的、相關煤類行業等。公司初期的資產包括海勃湾电力股份有限公司。
董事長為吳景龍，總裁為陳學國。總部位於内蒙古呼和浩特市锡林南路218号，以及内蒙古呼和浩特市锡林南路工艺厂巷电力科技楼，邮政编码為010020。
雖然公司前身是包头第二热电厂，但包头第二热电厂資產自2009年置换回母公司北方聯合電力，並出租厂址土地予北方聯合電力經營，以解決「一廠多制」，交易後內蒙華電亦同時擁有乌海海勃湾电厂第一至三期。
2017年，內蒙華電出售蒙华海勃湾发电51%股權。

## 子公司
- 海勃湾电力 （92.96%；擁有乌海发电厂第一期；已停產）
- 蒙华海勃湾发电 （已於2017年出售；擁有乌海发电厂第二期）

## 分公司
- 內蒙華電乌海发电厂 （擁有乌海发电厂三期）

## 連結
- 官方网站